# (Karboksietil)argininska b-laktam-sintaza
(Karboksietil)argininska b-laktam-sintaza (EC 6.3.3.4, L-2-N-(2-karboksietil)arginin ciklo-ligaza (formira AMP)) je enzim sa sistematskim imenom L-N2-(2-karboksietil)arginin ciklo-ligaza (formira AMP). Ovaj enzim katalizuje sledeću hemijsku reakciju
ATP + 2-(2-karboksietil)arginin {\displaystyle \rightleftharpoons } AMP + difosfat + dezoksiamidinoproklavaminat
Ovaj enzim učestvuje u biositezi beta-laktamaznog inhibitora klavulanata u Streptomyces clavuligerus.

## Literatura
- Nicholas C. Price; Lewis Stevens (1999). Fundamentals of Enzymology: The Cell and Molecular Biology of Catalytic Proteins (Third изд.). USA: Oxford University Press. ISBN 019850229X.
- Eric J. Toone (2006). Advances in Enzymology and Related Areas of Molecular Biology, Protein Evolution (Volume 75 изд.). Wiley-Interscience. ISBN 0471205036.
- Branden C; Tooze J. Introduction to Protein Structure. New York, NY: Garland Publishing. ISBN 0-8153-2305-0.
- Irwin H. Segel. Enzyme Kinetics: Behavior and Analysis of Rapid Equilibrium and Steady-State Enzyme Systems (Book 44 изд.). Wiley Classics Library. ISBN 0471303097.

## Spoljašnje veze
- (carboxyethyl)arginine+beta-lactam-synthase на 